# Thelonious Monk with Steve Lacy in Philadelphia 1960
Thelonious Monk with Steve Lacy in Philadelphia 1960 ist ein posthum veröffentlichtes Kompilationsalbum von Thelonious Monk. Die Aufnahmen, die in verschiedenen Besetzungen zwischen 1948 und 1960 entstanden waren, erschienen 2006 als Compact Disc bei Rare Live Records. Zentraler Teil des Albums sind die Titel „Evidence“, „Straight No Chaser“ und „Rhythm-A-Ning“, die zu den wenigen
Tondokumenten zählen, bei denen Steve Lacy mit Monk in einem kleineren Ensemble spielte.

## Hintergrund

### Steve Lacy und sein Verhältnis zu Thelonious Monk
Steve Lacy hatte bereits 1959 mit Mal Waldron, Buell Neidlinger und Elvin Jones auf dem Prestige-Label ein Album ausschließlich mit Thelonious Monks Kompositionen eingespielt (Reflections: Steve Lacy Plays Thelonious Mon). Lacy hatte immer eine Affinität zu Monks Musik, schrieb Scott Yanow. 1960 konnte er Monk überreden, ihn für 16 Wochen als Sideman einzustellen.  Für eine kurze Saison im Jahr 1960 war Lacys hoher Sopran-Sound „eine ideale Folie für Monks dunkles, holpriges Wiederkäuen“, schrieb John Fordham.
Das Album enthält einen Konzert-Mitschnitt, bei dem das Monk-Quartett (mit Charlie Rouse, John Ore und Roy Haynes) mit dem Sopransaxophonisten Steve Lacy im Connie Mack Park in Philadelphia 1960 auftrat; sie spielten die Monk-Kompositionen „Evidence“, „Straight No Chaser“ und „Rhythm-A-Ning“.
In den frühen 1960er-Jahren war die regelmäßigste Formation, in der Lacy spielte, ein Quartett, das er gemeinsam mit Roswell Rudd bildete. Als Repertoire-Band bestimmt, beschlossen sie bald, sich auf einen einzigen Komponisten, Thelonious Monk, zu konzentrieren. Ende 1963 arbeitete er erneut mit Thelonious Monk zusammen, als er Mitglied einer Bigband war, die mit ihm in New York auftrat, dokumentiert auf Big Band and Quartet in Concert (1964).
In der frühen Free-Jazz-Ära verbindet sich der Erfolg von Monk in den 1960er Jahren damit, dass Monk als ein wichtiger Einfluss auf zahlreiche jüngere Musiker galt; es entstanden Hommagen an und Interpretationen von Monks Musik durch Free-Jazz-Künstler, zunächst insbesondere Steve Lacy, Cecil Taylor, Eric Dolphy und Andrew Hill, dann auch zahlreiche europäische Musiker.

### Die weiteren Aufnahmen des Albums
Es folgte auf dem Album ein Konzertmitschnitt aus dem Jahr 1957, bei dem Monk mit Thad Jones, Charlie Rouse, John Ore und Billy Higgins die Titel „Blue Monk“, „Light Blue“ und „Evidence“ spielte. Des Weiteren folgt ein Rundfunkmitschnitt aus New York City vom 16. Februar 1948; es sind die Titel „Just You, Just Me“, „All The Things You Are“ und „Suburban Eyes“, bei denen Monk mit Idrees Sulieman, Curly Russell und Art Blakey spielte. Die nächsten zwei Titel, „Off Minor“ und „Well You Needn’t“, entstanden am 6. Oktober 1955, als der Pianist mit Art Farmer, Hank Mobley, Charles Mingus und Blakey in der TV-Show von Steve Allen gastierte. Das Album enthält zum Schluss die Bonustracks „Especially to You“ und „Nobody Knows“, zwei Gesangsnummern des obskuren Vokalisten Frankie Passions, begleitet von Monk und einem Quintett, in dem Idrees Sulieman (oder Kenny Dorham bzw. Ray Copeland), Lucky Thompson (oder Charlie Rouse), Curly Russell und Art Blakey spielten.

## Titelliste

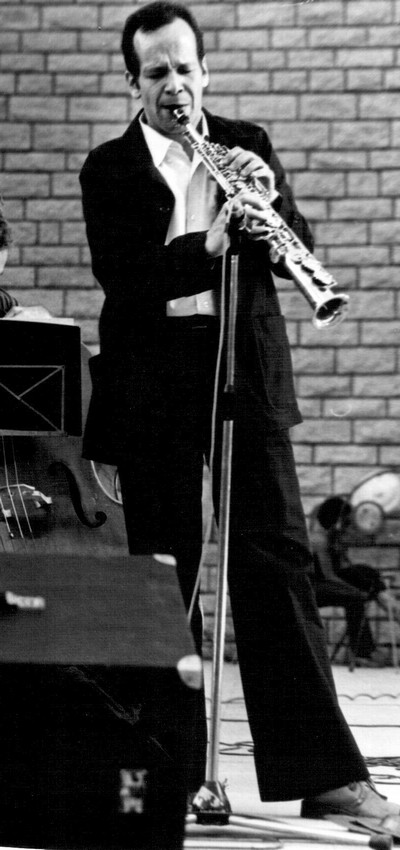
Steve Lacy (1976)

- Thelonious Monk with Steve Lacy in Philadelphia 1960 (RLR Records – RLR 88623[7])
- Live Broadcast, Philadelphia, March 3, 1960. Previously Unissued.

1 Announcement 0:30

2 Evidence 6:19

3 Announcement 0:20

4 Straight, No Chaser 7:53

5 Rhythm A Ning (incomplete) Into Closing Announcement by Louis Armstrong  4:39

- Concert, New York, August 1957.

6 Blue Monk 5:22

7 Light Blue 11:05

8 Evidence 11:46
- Broadcast, New York, February 16, 1948.

9 Just You, Just Me 4:53

10 All The Things You Are  5:55

11 Suburban Eyes 3:20
- The Steve Allen Show, New York, October 6, 1955. Previously Unissued.

12 Steve Allen Interviews Monk Into Off Minor 5:45

13 Well You Needn’t 2:59
- Original Recordings for the Washington Label, New York, June 1950.

14 Especially to You 2:38

15 Nobody Knows (Nobody Cares) 2:52

## Rezeption
Nach Ansicht von Hrayr Attarian, der das Album in All About Jazz rezensierte, ist die Veröffentlichung der Archivfunde eine Enttäuschung. Zunächst ist die Lacy/Monk-Gruppe nur auf drei Tracks von insgesamt 15 zu erleben. „Der Rest ist eine Ansammlung von Aufnahmen aus verschiedenen Sendungen und verlorenen Bändern, die alle Thelonious Monk als Sideman und immer im Hintergrund zeigen.“  Mit Ausnahme von drei Titeln aus dem Jahr 1957, die einen akzeptablen Klang haben, ist nach Ansicht des Autors die Klangqualität auf dem Rest der CD äußerst schlecht. Es sei daher sehr schwer, die Virtuosität und das Talent aller auf dem Cover genannten Musiker zu würdigen, wenn man sie nicht einmal richtig hören kann. Es gibt auch eine Reihe von Tracks, bei denen es sich nur um Ankündigungen handelt, und ein äußerst langweiliges Interview von Steve Allen mit Monk. Insgesamt ist es trotz der Aufnahme von Thelonious Monk eine große Enttäuschung aufgrund des irreführenden Titels, der schlechten Klangqualität und der schlechten Planung.